# Francesco Bardi
Francesco Bardi (Livorno, 18 de enero de 1992) es un futbolista italiano. Juega de portero y su equipo es el Palermo F. C. de la Serie B de Italia.

## Trayectoria
En 2011 fue fichado por el Inter de Milán procedente del Livorno, el club de su ciudad con el que había debutado en la Serie A con sólo 18 años. Desde entonces, ha estado jugando como cedido en el propio Livorno, en el Novara y en el Chievo. A pesar de su juventud, acumula un total de 146 partidos defendiendo la camiseta de equipos de la Serie A y Serie B.
En 2015 llegó cedido al R. C. D. Espanyol para disputar la temporada 2015-16. Bardi se va pero en el mercado de invierno para acabar jugando cedido, actualmente, en el Frosinone Calcio.

## Selección nacional
Bardi es un portero de notable presencia física y reflejos,[cita requerida] que ha sido internacional con la totalidad de selecciones base italianas (desde la sub-17 hasta la sub-21). Con 37, es el portero con más partidos defendiendo la selección sub-21 italiana, de la que ha sido capitán y con la que ha disputado dos europeos logrando la medalla de plata en Israel'2013.

## Clubes
| Club                          | País   | Año       |
| ----------------------------- | ------ | --------- |
| A. S. Livorno Calcio          | Italia | 2009-2012 |
| Inter de Milán                | Italia | 2012-2018 |
| Novara Calcio (cedido)        | Italia | 2012-2013 |
| A. S. Livorno Calcio (cedido) | Italia | 2013-2014 |
| A. C. ChievoVerona (cedido)   | Italia | 2014-2015 |
| R. C. D. Espanyol (cedido)    | España | 2015-2016 |
| Frosinone Calcio (cedido)     | Italia | 2016-2018 |
| Frosinone Calcio              | Italia | 2018-2021 |
| Bologna F. C. 1909            | Italia | 2021-2023 |
| A. C. Reggiana 1919           | Italia | 2023-2025 |
| Palermo F. C.                 | Italia | 2025-     |